# Otelotvoreni um
Otelotvoreni um je koncept koji sugeriše da su mnoge osobine saznanja oblikovane stanjem i kapacitetima organizma. Kognitivne karakteristike uključuju širok spektar kognitivnih funkcija, kao što su pristrasnost percepcije, pamćenje, razumevanje i mentalni konstrukti visokog nivoa (kao što su atribucija značenja i kategorije) i učinak na različitim kognitivnim zadacima (rasuđivanje ili presuđivanje). Telesni aspekti obuhvataju motorički sistem, perceptivni sistem, telesne interakcije sa okolinom (situiranost), a pretpostavke o svetu izgradile su funkcionalnu strukturu mozga i tela organizma.
Teza o otelotvorenom umu dovodi u pitanje druge teorije, kao što su kognitivizam, kompjuterizam i kartezijanski dualizam. To je usko povezano sa tezom proširenog uma, situiranom spoznajom i aktivizmom. Moderna verzija zavisi od shvatanja izvučenih iz savremenih istraživanja psihologije, lingvistike, kognitivnih nauka, dinamičkih sistema, veštačke inteligencije, robotike, kognicije životinja, kognicije biljaka i neurobiologije.

## Literatura
- Brook RA (1999). Cambrian Intelligence: The Early History of the New AI. Cambridge MA: The MIT Press. ISBN 978-0-262-52263-2.
- Clark A (1997). Being There: Putting Brain, Body and World Together Again. Cambridge MA: The MIT Press. ISBN 978-0-262-53156-6.
- Damásio A (1999). The Feeling of What Happens: Body and Emotion in the Making of Consciousness. New York: Houghton Mifflin Harcourt. ISBN 978-0-15-601075-7.
- Edelman G (2004). Wider than the Sky: The Phenomenal Gift of Consciousness. Yale University Press. ISBN 978-0-300-10229-1.
- Gallagher S (2005). How the Body Shapes the Mind. Oxford: Oxford University Press. ISBN 978-0-19-920416-8.
- Hendriks-Jansen H (1996). Catching Ourselves in the Act: Situated Activity, Interactive Emergence, Evolution, and Human Thought. Cambridge MA: The MIT Press. ISBN 978-0-262-08246-4.
- Hyun JS, Luck SJ (фебруар 2007). „Visual working memory as the substrate for mental rotation”. Psychonomic Bulletin & Review. 14 (1): 154—158. PMID 17546746. doi:10.3758/bf03194043 .
- Lakoff G, Johnson M (1980). Metaphors We Live By. University of Chicago Press. ISBN 978-0-226-46801-3.
- Lakoff G (1987). Women, Fire, and Dangerous Things: What Categories Reveal About the Mind. University of Chicago Press. ISBN 978-0-226-46804-4.
- Lakoff G, Turner M (1989). More Than Cool Reason: A Field Guide to Poetic Metaphor. University of Chicago Press. ISBN 978-0-226-46812-9.
- Lakoff G, Johnson M (1999). Philosophy In The Flesh: the Embodied Mind and its Challenge to Western Thought. Basic Books. ISBN 978-0-465-05674-3.
- Maturana M, Varela F (1987). The Tree of Knowledge: The Biological Roots of Human Understanding. Boston: Shambhala. ISBN 978-0-87773-373-7.
- Pfeifer R (2001). Understanding Intelligence. Cambridge MA: The MIT Press. ISBN 978-0-262-16181-7.
- Varela FJ, Thompson ET, Rosch E (1991). The Embodied Mind: Cognitive Science and Human Experience. Cambridge, Massachusetts: The MIT Press. ISBN 978-0-262-72021-2.
- Greeno JG, Moore JL (1993). „Situativity and symbols: Response to Vera and Simon”. Cognitive Science. 17: 49—59. S2CID 2258750. doi:10.1207/s15516709cog1701_3 .
- Wilson M (март 2001). „The case for sensorimotor coding in working memory”. Psychonomic Bulletin & Review. 8 (1): 44—57. PMID 11340866. S2CID 8984921. doi:10.3758/BF03196138 .

## Spoljašnj veze
- 9  (2): – Janus Head, a special issue of Janus Head: Journal of Interdisciplinary Studies in Literature, Continental Philosophy, Phenomenological Psychology and the Arts. Guest edited by Shaun Gallagher.
- Embodiment and Experientialism from the Handbook of Cognitive Linguistics (pdf)
- Embodied Cognition: A Field Guide (pdf) – from an Artificial Intelligence perspective
- Where the Action Is by Paul Dourish- for applications to human-computer interaction.
- Pragmatism, Ideology, and Embodiment:  William James and the Philosophical Foundations of Embodiment by Tim Rohrer
- Society for the Scientific Study of Embodiment
- Embodied Cognition – Internet Encyclopedia of Philosophy
- 2001 Summary of how the embodiment hypothesis of cognitive linguistics has begun to interact with theories of embodiment in fields ranging from cognitive anthropology to cognitive neuroscience
- Goddard College's Embodiment Studies Web Resources
- Embodiment Resources – for those researching into embodiment, particularly as it relates to phenomenology, sociology and cognitive neuroscience.
- EUCog – European Network for the Advancement of Artificial Cognitive Systems, Interaction and Robotics Many references here to up to date research on embodiment and enaction
- Milestones:SHAKEY: The World's First Mobile Intelligent Robot, 1972
- SenseFly